# Pedro Arias Dávila el Valiente
Pedro Arias Dávila y González, también conocido como Pedrarias «el Valiente» (1430 – Madrid, 21 de marzo de 1476) fue un noble, político y militar castellano titulado II señor de Puñonrostro, Alcobendas, Pedrezuela, San Agustín de Guadalix y Torrejón de Velasco, destacado por sus hazañas militares junto a Enrique IV de Castilla y a Isabel la Católica, también ocupó cargos en la corte.
Fue hijo de Diego Arias Dávila, contador mayor de Castilla, hermano del mecenas Juan Arias Dávila, obispo de Segovia, y padre de Juan Arias Dávila, I conde de Puñonrostro.

## Biografía
Procedente de una familia de origen Avilés del linaje de los Dávila de los trece roeles, que había alcanzado cierto poder en Castilla, nació en 1430, siendo hijo de Diego Arias Dávila, contador mayor de Castilla y otros cargos al servicio de Juan II de Castilla y su hijo Enrique IV, y de Elvira González.

## En la corte de Enrique IV
En 1457 llevó a la victoria cerca de Jaén a treinta jinetes cristianos que se enfrentaron a ochenta jinetes musulmanes. Por ello, el rey Enrique IV lo nombró capitán general en la guerra contra Navarra (1461-1462) y, más adelante, le confió los asedios de Soria, Viana y Torrejón de Velasco, recibiendo en recompensa el señorío de esta última población. Sucedió a su padre en 1462 en los oficios de contador mayor, escribano mayor de privilegios y confirmaciones y secretario de la Cámara Regia. Sin embargo, fue principalmente por sus servicios militares por lo que destacó. 
La segunda década del reinado de Enrique IV en Castilla fue de enorme inestabilidad y turbulencia. Las familias de la alta nobleza, con la excepción de los poderosos Mendoza, sus aliados los Arias Dávila y otros, estaban en abierta sublevación contra el rey, al que llegaron a deponer en la famosa Farsa de Ávila, e incluso cuestionaban la paternidad de la hija heredera del rey, la princesa Juana, mal llamada la Beltraneja. En este contexto, dos intrigantes enemigos del rey Enrique IV, Juan Pacheco, I marqués de Villena y el arzobispo de Sevilla, Alonso de Fonseca, quisieron eliminar de la corte a uno de los más leales servidores del rey como lo era Pedro Arias Dávila. Con este fin, convencieron al débil y voluble monarca para que pusiera en prisión a Pedrarias. Éste fue invitado por el rey a una cacería y cuando se presentó fue prendido y encarcelado, a pesar de que se defendió y fue herido en el pecho. La popularidad de Pedrarias era tal que los alcaldes de las hermandades enviaron representantes exigiendo del rey que dejara a «el Valiente» en libertad, a lo que, finalmente, el monarca accedió. Todos los cronistas de la época condenan unánimemente el trato injusto dado por el rey a uno de sus más fieles vasallos. Este episodio motivó que el poeta Juan Álvarez Gato pusiera en boca de Pedrarias unas célebres coplas dirigidas al rey con versos como los que siguen:
“No me culpes en que parto de tu parte…Que tu culpa me disculpa….Plásete de dar castigo, Sin por qué; No te terná nadie fe, De tus amigos. Y esos que contigo están, Cierto só, Q’uno a uno se t’irán. Descontentos, como yo”
Como consecuencia de este comportamiento de Enrique IV con los pocos leales que le quedaban, Pedrarias y su hermano Juan, el obispo de Segovia se pasaron al bando del príncipe Alfonso, al que entregaron la ciudad de Segovia. La muerte de este príncipe en 1468, dejó a Pedrarias en mala posición con Enrique IV, que le despojó de sus cargos en beneficio de su mayordomo Andrés Cabrera. Pedrarias se refugió en su villa de Torrejón de Velasco y fue progresivamente uniéndose a la causa de la futura reina Isabel I de Castilla. 

## En la corte de los Reyes Católicos
Muerto el rey Enrique en 1474 e iniciada la guerra civil entre el bando de la princesa Juana y el de los reyes Católicos, éstos apoderan al Duque del Infantado para que pactara con Pedrarias las condiciones de su unión definitiva al partido de Isabel y Fernando. Se ganó la gratitud de la reina al combatir con éxito al mando de sus tropas en la conquista de Madrid, y murió en el asedio del real alcázar de esta villa el 21 de marzo de 1476. 

## Matrimonio y descendencia
Estuvo casado con María Ortiz de Cota, con la que tuvo ocho hijos:
1. Diego Arias Dávila, III señor de Puñonrostro, que murió a la edad de veinte años, antes de poder consumar su matrimonio con Marina de Mendoza, hija del Duque del Infantado.
2. Juan Arias Dávila, IV señor y I conde de Puñonrostro, casado con una hija del conde de Medellín, nieta de Juan Pacheco, marqués de Villena.
3. Pedro Arias Dávila «el Galán», capitán general y gobernador de Castilla del Oro, casado con Isabel de Bobadilla, hermana del padre de Beatriz de Bobadilla, esposa del poderoso rival político de Pedrarias, Andrés Cabrera, marqués de Moya.
4. Catalina Arias Dávila, que casó con Pedro Gómez de Ciudarreal, señor de Antacon y Pioz.
5. Elvira Arias Dávila.
6. Alonso Arias Dávila, arcediano de Sepúlveda.
7. Francisco Arias Dávila.
8. Hernandarias, también llamado Antón Arias.